# Arcidiocesi di São José do Rio Preto

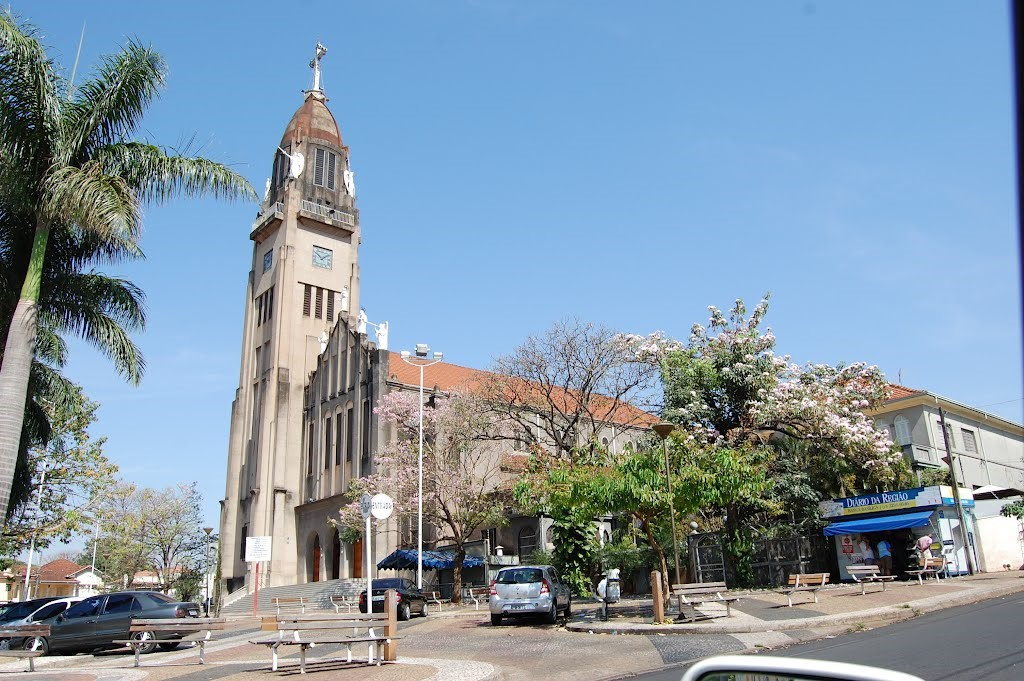
La basilica minore di Nostra Signora Aparecida di São José do Rio Preto.

L'arcidiocesi di São José do Rio Preto (in latino Archidioecesis Sancti Josephi Riopretensis) è una sede metropolitana della Chiesa cattolica in Brasile. Nel 2023 contava 586.000 battezzati su 781.039 abitanti. È retta dall'arcivescovo Antônio Emídio Vilar, S.D.B.

## Territorio
L'arcidiocesi comprende 26 comuni dello stato brasiliano di San Paolo: São José do Rio Preto, Adolfo, Altair, Bady Bassitt, Bálsamo, Cedral, Guapiaçu, Icém, Ipiguá, Jaci, José Bonifácio, Mendonça, Mirassol, Mirassolândia, Monte Aprazível, Neves Paulista, Nipoã, Nova Aliança, Nova Granada, Onda Verde, Orindiúva, Palestina, Poloni, Potirendaba, Ubarana e Uchoa.
Sede arcivescovile è la città di São José do Rio Preto, dove si trova la cattedrale di San Giuseppe. Nella stessa città sorge anche la basilica minore di Nostra Signora Aparecida.
Il territorio si estende su una superficie di 7.784 km² ed è suddiviso in 71 parrocchie, raggruppate in 7 regioni pastorali: Sagrado Coração, Catedral, Nossa Senhora do Carmo, São Judas, Beato Padre Mariano Dela Mata, Beata Madre Assunta Marchetti, Senhor Bom Jesus dos Castores.

### Provincia ecclesiastica
La provincia ecclesiastica di São José do Rio Preto, istituita nel 2025, comprende le seguenti suffraganee:
- diocesi di Barretos,
- diocesi di Catanduva,
- diocesi di Jales,
- diocesi di Votuporanga.

## Storia
La diocesi di Rio Preto (in latino dioecesis Riopretensis) fu eretta il 25 gennaio 1929 con la bolla Sollicitudo omnium di papa Pio XI, ricavandone il territorio dalla diocesi di São Carlos do Pinhal (oggi diocesi di São Carlos).
Nel 1943, durante l'episcopato Lafayette Libânio, fu consacrata la basilica minore di Nostra Signora Aparecida di Rio Preto; l'anno successivo venne inaugurato il seminario minore della diocesi. Il 12 novembre 1947 fu invece inaugurato il palazzo vescovile.
Il 17 agosto 1954, con la lettera apostolica Beatus profecto, papa Pio XII proclamò il Cuore Immacolato della Beata Maria Vergine patrono della diocesi.
Nel 1975 è stato inaugurato il seminario maggiore Sagrado Coração de Jesus.
Tra la fine degli anni settanta e i primi anni ottanta del XX secolo fu demolita l'antica cattedrale e costruita al suo posto una nuova, che non è stata ancora ufficialmente consacrata.
Il 12 dicembre 1959 e il 9 febbraio 2000 cedette porzioni del suo territorio a vantaggio dell'erezione rispettivamente delle diocesi di Jales e di Catanduva.
L'11 dicembre 2002 assunse il nome di diocesi di São José do Rio Preto, in seguito alla modifica del nome della città episcopale, che fin dal 1944 si chiamava São José do Rio Preto.
Il 20 luglio 2016 cedette un'ulteriore porzione del suo territorio a vantaggio dell'erezione della diocesi di Votuporanga.
Il 22 maggio 2025 è stata elevata al rango di arcidiocesi metropolitana da papa Leone XIV.

## Cronotassi dei vescovi
Si omettono i periodi di sede vacante non superiori ai 2 anni o non storicamente accertati.
- Lafayette Libânio † (8 agosto 1930 - 3 novembre 1966 ritirato[4])
- José de Aquino Pereira † (6 maggio 1968 - 26 febbraio 1997 ritirato)
- Orani João Tempesta, O.Cist. (26 febbraio 1997 - 13 ottobre 2004 nominato arcivescovo di Belém do Pará)
- Paulo Mendes Peixoto (7 dicembre 2005 - 7 marzo 2012 nominato arcivescovo di Uberaba)
- Tomé Ferreira da Silva (26 settembre 2012 - 18 agosto 2021 dimesso)[5]
- Antônio Emídio Vilar, S.D.B., dal 19 gennaio 2022

## Statistiche
La diocesi nel 2023 su una popolazione di 781.039 persone contava 586.000 battezzati, corrispondenti al 75,0% del totale.
| anno | popolazione | popolazione | popolazione | presbiteri | presbiteri | presbiteri | presbiteri                | diaconi | religiosi | religiosi | parrocchie |
| anno | battezzati  | totale      | %           | numero     | secolari   | regolari   | battezzati per presbitero | diaconi | uomini    | donne     | parrocchie |
| ---- | ----------- | ----------- | ----------- | ---------- | ---------- | ---------- | ------------------------- | ------- | --------- | --------- | ---------- |
| 1948 | 600.000     | 610.000     | 98,4        | 47         | 27         | 20         | 12.765                    |         | 24        | 69        | 41         |
| 1966 | 900.000     | 1.000.000   | 90,0        | 72         | 28         | 44         | 12.500                    |         | 50        | 149       | 41         |
| 1970 | ?           | 613.886     | ?           | 70         | 27         | 43         | ?                         |         |           | 149       | 42         |
| 1976 | 417.000     | 556.900     | 74,9        | 84         | 49         | 35         | 4.964                     |         | 43        | 133       | 53         |
| 1980 | 499.100     | 659.000     | 75,7        | 71         | 43         | 28         | 7.029                     |         | 35        | 127       | 57         |
| 1990 | 666.000     | 687.000     | 96,9        | 92         | 69         | 23         | 7.239                     |         | 24        | 101       | 73         |
| 1999 | 740.000     | 932.600     | 79,3        | 108        | 93         | 15         | 6.851                     |         | 19        | 96        | 83         |
| 2000 | 682.000     | 858.000     | 79,5        | 106        | 91         | 15         | 6.433                     |         | 19        | 96        | 83         |
| 2001 | 662.604     | 788.815     | 84,0        | 112        | 87         | 25         | 5.916                     |         | 30        | 89        | 85         |
| 2002 | 760.081     | 904.816     | 84,0        | 115        | 88         | 27         | 6.609                     | 1       | 39        | 89        | 85         |
| 2003 | 765.492     | 959.743     | 79,8        | 114        | 88         | 26         | 6.714                     | 1       | 38        | 87        | 89         |
| 2004 | 637.844     | 850.458     | 75,0        | 119        | 97         | 22         | 5.360                     | 1       | 48        | 76        | 89         |
| 2010 | 685.000     | 913.000     | 75,0        | 132        | 98         | 34         | 5.189                     | 17      | 77        | 85        | 93         |
| 2012 | 718.000     | 958.000     | 74,9        | 132        | 110        | 22         | 5.439                     | 15      | 70        | 84        | 94         |
| 2016 | 561.500     | 748.300     | 75,0        | 118        | 88         | 30         | 4.758                     | ?       | 45        | 83        | 70         |
| 2017 | 569.590     | 759.083     | 75,0        | 140        | 106        | 34         | 4.068                     | 9       | 45        | 54        | 69         |
| 2020 | 583.000     | 776.850     | 75,0        | 124        | 101        | 23         | 4.701                     | 17      | 34        | 65        | 69         |
| 2022 | 586.000     | 781.039     | 75,0        | 129        | 102        | 27         | 4.542                     | 16      | 34        | 66        | 71         |
| 2023 | 586.000     | 781.039     | 75,0        | 119        | 94         | 25         | 4.924                     | 16      | 31        | 70        | 71         |